# Gele engelvis
De gele engelvis (Holacanthus isabelita) is een straalvinnige vissensoort uit de familie van engel- of keizersvissen (Pomacanthidae). De wetenschappelijke naam van de soort is voor het eerst geldig gepubliceerd in 1898 door Jordan & Rutter.

## Kenmerken
Deze koraalvis heeft een hoog, zijdelings afgeplat lichaam met mooie kleuren. Jonge vissen hebben een bruingeel lichaam met blauwe dwarsstrepen. Naarmate het dier ouder wordt, zullen deze strepen verdwijnen en gaat de gele kleur overheersen. 